# Eagle Mountain (Utah)
Eagle Mountain – miasto w Stanach Zjednoczonych, w stanie Utah, w hrabstwie Utah.